# Ie Lhop
Ie Lhop is een bestuurslaag in het regentschap Aceh Barat Daya van de provincie Atjeh, Indonesië. Ie Lhop telt 1075 inwoners (volkstelling 2010).